# La Madone gitane
Pour plus de détails, voir Fiche technique et Distribution.
La Madone gitane ou Corps sans âme en Belgique (titre original : Torch Song) est un film américain réalisé par Charles Walters, sorti en 1953.

## Fiche technique
- Titre : La Madone gitane
- Titre original : Torch Song
- Réalisation : Charles Walters
- Scénario : John Michael Hayes et Jan Lustig d'après une histoire de I.A.R. Wylie
- Production : Henry Berman, Sidney Franklin et Charles Schnee
- Société de production : MGM
- Musique : Adolph Deutsch
- Chansons : Walter Gross et Fred Spielman
- Chorégraphe : Charles Walters
- Photographie : Robert H. Planck
- Montage : Albert Akst
- Direction artistique : Cedric Gibbons
- Costumes : Helen Rose
- Pays d'origine :  États-Unis
- Langue : anglais
- Genre : Comédie musicale
- Durée : 90 minutes
- Format : Couleur (Technicolor) - Son : Mono (Western Electric Sound System)
- Date de sortie :
  - États-Unis : 23 octobre 1953

## Distribution
- Joan Crawford : Jenny Stewart
- Michael Wilding : Tye Graham
- Gig Young : Cliff Willard
- Marjorie Rambeau : Mme Stewart
- Harry Morgan : Joe Denner
- Dorothy Patrick : Martha
- James Todd : Philip Norton
- Eugene Loring : Gene, le chorégraphe
- Paul Guilfoyle : Monty Rolfe
- Benny Rubin : Charles Maylor
- Peter Chong : Peter
- Maidie Norman : Anne
- Nancy Gates : Celia Stewart
- Chris Warfield : Chuck Peters